# Travian Games

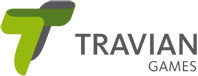
Logo da Travian Games.

Travian Games GmbH é uma empresa de jogos de computador sediada na Alemanha, especializada em jogos de múltiplos jogadores.
A companhia entrou no mercado em 2004.